# Quicksand (Tom Chaplin)
Quicksand è un singolo del cantautore britannico Tom Chaplin, pubblicato il 26 agosto 2016 come secondo estratto dal primo album in studio The Wave.

## Video musicale
Il videoclip è stato pubblicato il 25 agosto 2016 attraverso il canale YouTube del cantante.

## Tracce
Download digitale
1. Quicksand – 4:03

Download digitale – versione acustica
1. Quicksand (Acoustic) – 4:08

## Formazione
- Tom Chaplin – voce
- Matt Hales – produzione
- Matt Morris – ingegneria del suono
- Ben Baptie – missaggio
- Adam Ayan – mastering
- Ben McLusky – registrazione agli Snap
- Matt Lawrence – registrazione aggiuntiva
- Andy Menhenitt – assistenza al missaggio